# 최명원
최명원(崔明遠: 생몰년 미상)은 조선 중기의 처사이다. 본관은 화순, 자는 가이(可邇)이다. 성운의 문인이다.

## 가계
아버지는 최흥림(崔興霖: 1506년~1581년 8월 13일(음력 7월 15일))이다. 을사사화가 일어난 후로 온 가족을 이끌고 서울을 떠나 충청북도 보은군의 금적산에 은거하면서 학문 활동과 후진 양성에 전념했다. 성운, 조식, 성제원 등과 교유했다. 어머니는 평강 채씨로, 주부(主簿) 채치정(蔡致禎)의 딸이다.

## 이력
4살 때 어머니가 세상을 떠났다.
아버지를 20년 동안 물심양면으로 극진히 봉양했다.
형 최지원(崔知遠)을 아버지처럼 섬겼으며, 형의 아들을 자신의 아들처럼 보살폈다.
아버지의 지시로 성운 밑에서 배웠다.
세상에 나아가지 않고 은둔하며 살았다. 향년은 마흔이었다.
아내는 신평 이씨로 슬하에 1남 1녀를, 측실에게서 2남 1녀를 두었다.

## 전기 자료
- 김상헌, 《청음집》 권34, 최 군 가이 묘지명